# Münsterkirche (Klosterreichenbach)

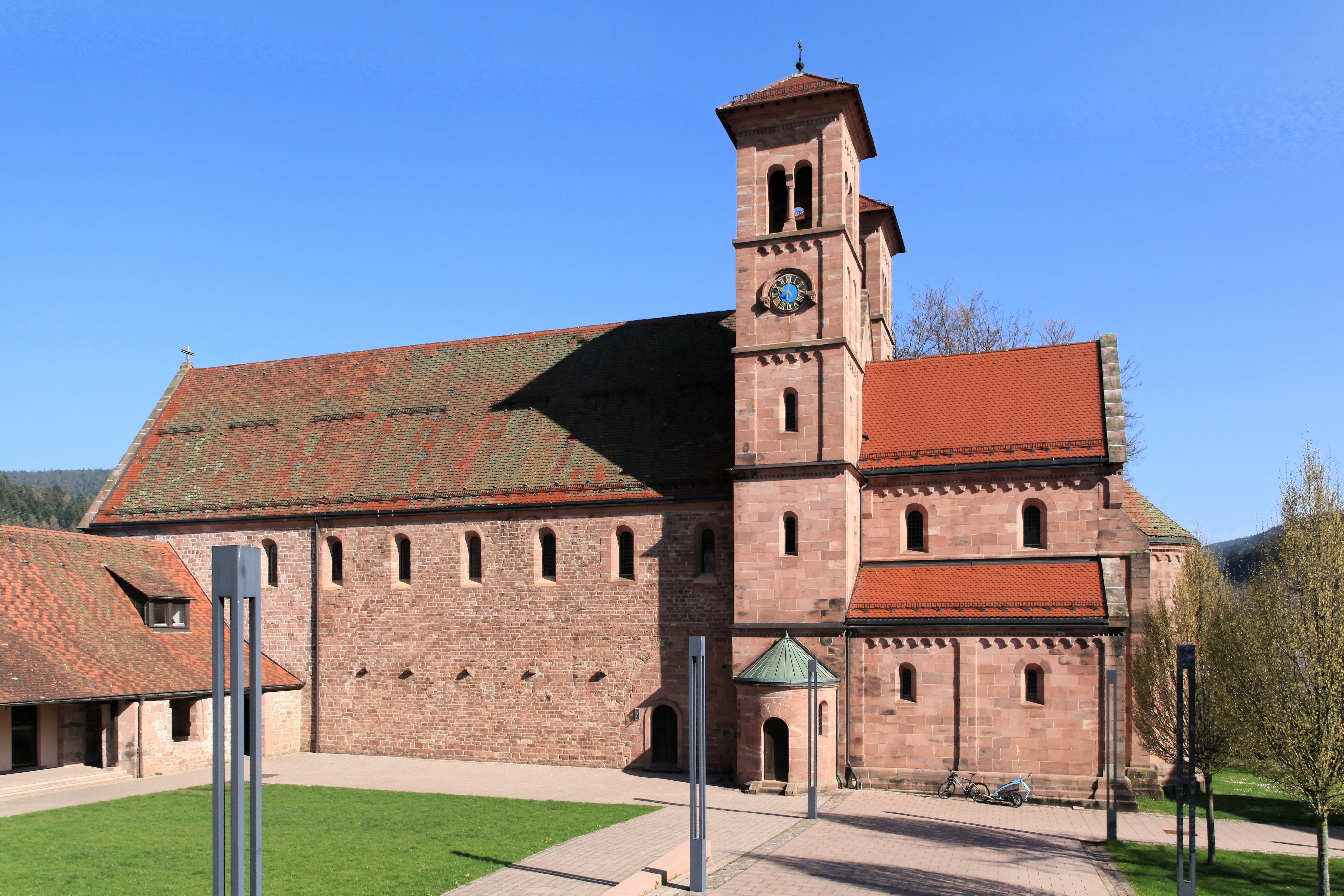
Münsterkirche (Klosterreichenbach)

Die evangelische Münsterkirche, die ehemalige Klosterkirche des Benediktinerklosters Reichenbach, steht in Klosterreichenbach, einem Teilort der Gemeinde Baiersbronn im Landkreis Freudenstadt in Baden-Württemberg. Das Bauwerk ist beim Landesamt für Denkmalpflege Baden-Württemberg als Baudenkmal eingetragen. Die Kirchengemeinde gehört zum Kirchenbezirk Freudenstadt der Evangelischen Landeskirche in Württemberg.

## Beschreibung
An das Langhaus der 1082–85 errichteten Saalkirche wurde 1178 nach Osten eine Doppelturmfassade aus Quadermauerwerk angebaut, die mit einem eingezogenen, halbrund geschlossenen Chor mit neuer Apsis ergänzt wurde. Seit dem Anfang des 13. Jahrhunderts hat die Kirche ihre heutige Gestalt. Die beiden Türme werden 1893/94 zunächst mit je einem Geschoss erhöht, die Aufstockung wurde jedoch 1964–68 wieder rückgängig gemacht. Das oberste Geschoss beherbergt hinter den als Biforien gestalteten Klangarkaden jeweils einen Glockenstuhl. Darauf sitzt ein flaches Pyramidendach.
Das älteste Stück der Kirchenausstattung ist der Taufstein aus romanischer Zeit. Wolf-Dieter Kohler gestaltete das Fenster im Chorraum.